# Eristena lunaris
Eristena lunaris is een vlinder uit de familie van de grasmotten (Crambidae), uit de onderfamilie van de Acentropinae. De wetenschappelijke naam van deze soort is voor het eerst gepubliceerd in 2003 door Ping You, Hou Hun Li en Shu-Xia Wang.
De soort komt voor in China (Guangxi).